# Bácsy Tibor
Bácsy Tibor (Marosvásárhely, 1898. november 10. – 1986) magyar tanító, író, ifjúsági író, tankönyvíró.

## Életútja
Zilahon szerzett tanítói oklevelet, 1920-tól Kibéden tanított. Meséi jelentek meg a Brassói Lapokban és a Cimborában, a marosvásárhelyi Ellenőr munkatársa.
Verseit Göröngyök címmel adta ki (Dicsőszentmárton, 1924), elbeszéléseit az Erdélyi Barázda, humoros egyfelvonásosait és illusztrációit a Szövetkezés közölte. Népszínműve, Az elveszett ember (1931) falusi színjátszók műsorán szerepelt. Írt ezenkívül népiskolai tankönyvet és Barlabás Piroskával háztartástani könyvet is.
Az 1930-as években Kibéden Gazdakör működött Imreh Zsigmond nyugdíjas állami tanító és Bácsy Tibor tényleges állami tanító vezetése alatt, facsemeték termesztésével, méhészettel foglalkoztak, s olvasókörük is volt, a könyvtáruk mintegy 600 kötetből állt, s járatták az erdélyi magyar nyelvű napilapokat és folyóiratokat.

## Kötetei
- Göröngyök. Versek; Erzsébet Ny., Dicsőszentmárton, 1924
- B. Barlabás Piroska–Bácsy Tibor: Háztartástan vezérkönyve az elemi vegyes és leányiskolák 5-6-7. oszt. számára; Minerva Ny., Cluj-Kolozsvár, 1928